# 仙台CATV
仙台CATV株式会社（せんだいシーエーティーヴィー）は、宮城県仙台市青葉区本町に本社を構えるテレビ放送、インターネットの他にホームセキュリティ業務も行うケーブルテレビ局である。愛称は、CAT-V（キャット・ヴィ）。

## 会社概要
仙台市の青葉区、太白区、若林区、名取市の一部がサービスエリアである。なお、仙台市内のその他の地域はジェイコムイースト→ジェイコム埼玉・東日本（J:COM仙台キャベツ）がカバーしている。
会社が設立された1983年（昭和58年）当時、仙台市内には高さ70 メートル未満のビルしかなかったが、1985年（昭和60年）に高さ90メートルを超える仙台第一生命タワービルが竣工して以降、電波障害の恐れのある高層ビルが乱立するようになった（→仙台の高層ビル一覧参照）。このため、市内の一部地域ではケーブルテレビなしには放送を見るのが困難な状態になり、都心回帰による仙台市都心部の人口増も手伝って、近年は加入者が増加した。
既に上杉・錦町のほぼ全域、堤通雨宮町・宮町の一部地域ではケーブル工事がされており、CAT-Vに加入していなくてもチャンネルフォー、QVC、ショップチャンネルは視聴可能になっている。
2020年3月31日、TOKAIホールディングス傘下のTOKAIケーブルネットワークが、筆頭株主だった同和興業、同和警備から6万1570株（87.9%）を取得した。これに伴い、仙台CATVはTOKAIホールディングスの連結子会社となった。映像配信サービスの台頭による競争激化などで経営環境は厳しく、光ケーブルエリアの拡大に向けた資金調達法を検討する中で、譲渡を決断したと報じられている。

## サービスエリア
- 宮城県仙台市青葉区の一部
- 宮城県仙台市太白区の一部
- 宮城県仙台市若林区の一部
- 宮城県名取市の一部[2]

## 主な放送チャンネル

### 地上波系列別再送信局
| NHK-G   | NHK-E   | NTV          | ANN        | JNN      | FNS      |
| ------- | ------- | ------------ | ---------- | -------- | -------- |
| NHK仙台 | NHK仙台 | ミヤギテレビ | 東日本放送 | 東北放送 | 仙台放送 |

### テレビ局
| デジタル  | 放送局                      |
| --------- | --------------------------- |
| TV011-012 | 東北放送                    |
| TV021-023 | NHK仙台教育                 |
| TV031-032 | NHK仙台総合                 |
| TV041-042 | ミヤギテレビ                |
| TV051-053 | 東日本放送                  |
| TV081-082 | 仙台放送                    |
| 111       | キャット・ヴィ チャンネル   |
| 101-102   | NHK BS                      |
| 141-143   | BS日テレ                    |
| 151-153   | BS朝日                      |
| 161-163   | BS-TBS                      |
| 171-173   | BSテレ東                    |
| 181-183   | BSフジ                      |
| 191       | WOWOW                       |
| 200       | BS10                        |
| 201       | BS10スターチャンネル        |
| 211       | BS11                        |
| 222       | TwellV                      |
| 700       | えんてれ                    |
| 721       | フジテレビTWO               |
| 722       | 旅チャンネル/MONDOTV        |
| 724       | 囲碁・将棋チャンネル        |
| 725       | LaLa TV                     |
| 726       | ディズニー・チャンネル      |
| 727       | ディズニージュニア          |
| 728       | フジテレビNEXT              |
| 730       | J sports 3                  |
| 731       | J sports 1                  |
| 732       | J sports 2                  |
| 734       | スカイA                     |
| 735       | GAORA SPORTS                |
| 737       | ゴルフネットワーク          |
| 739       | フジテレビONE               |
| 741       | 釣りビジョン                |
| 749       | アジアドラマチックTV★So-net |
| 750       | チャンネルNECO              |
| 751       | ファミリー劇場              |
| 752       | 日本映画専門チャンネル      |
| 753       | 時代劇専門チャンネル        |
| 754       | Dlife                       |
| 755       | スーパー!ドラマTV           |
| 756       | ムービープラス              |
| 757       | アクションチャンネル        |
| 758       | ミステリチャンネル          |
| 759       | ザ・シネマ                  |
| 763       | 衛星劇場                    |
| 764       | 東映チャンネル              |
| 765       | TBSチャンネル1              |
| 769       | V☆パラダイス                |
| 771       | Mnet                        |
| 772       | MTV                         |
| 773       | MUSIC ON! TV                |
| 781       | キッズステーション          |
| 782       | アニマックス                |
| 783       | アニメシアターX             |
| 790       | 日経CNBC                    |
| 791       | BBCワールド                 |
| 792       | CNNj                        |
| 794       | TBS NEWS                    |
| 795       | テレ朝チャンネル2           |
| 796       | ディスカバリーチャンネル    |
| 797       | アニマルプラネット          |
| 798       | ヒストリーチャンネル        |
| 799       | ナショナルジオグラフィック  |
| 810       | グリーンチャンネル          |
| 811       | グリーンチャンネル2         |
| 812       | SPEEDチャンネル             |
| 950       | プレイボーイチャンネル      |
| 951       | レインボーチャンネル        |
| 952       | ミッドナイトブルー          |
| 953       | パラダイステレビ            |
| 954       | ピンクチェリー              |

- デジタルTVはJC-HITSを使用している。

### ラジオ局
| MHz  | 放送局                     |
| ---- | -------------------------- |
| 76.2 | ラジオ3                    |
| 78.0 | Date fm                    |
| 78.6 | ミュージックバード(KLASSE) |
| 79.8 | エフエムいずみ             |
| 79.2 | エフエムたいはく           |
| 81.0 | Rakuten.FM TOHOKU          |
| 83.1 | NHK仙台FM                  |